# Punktiergerät

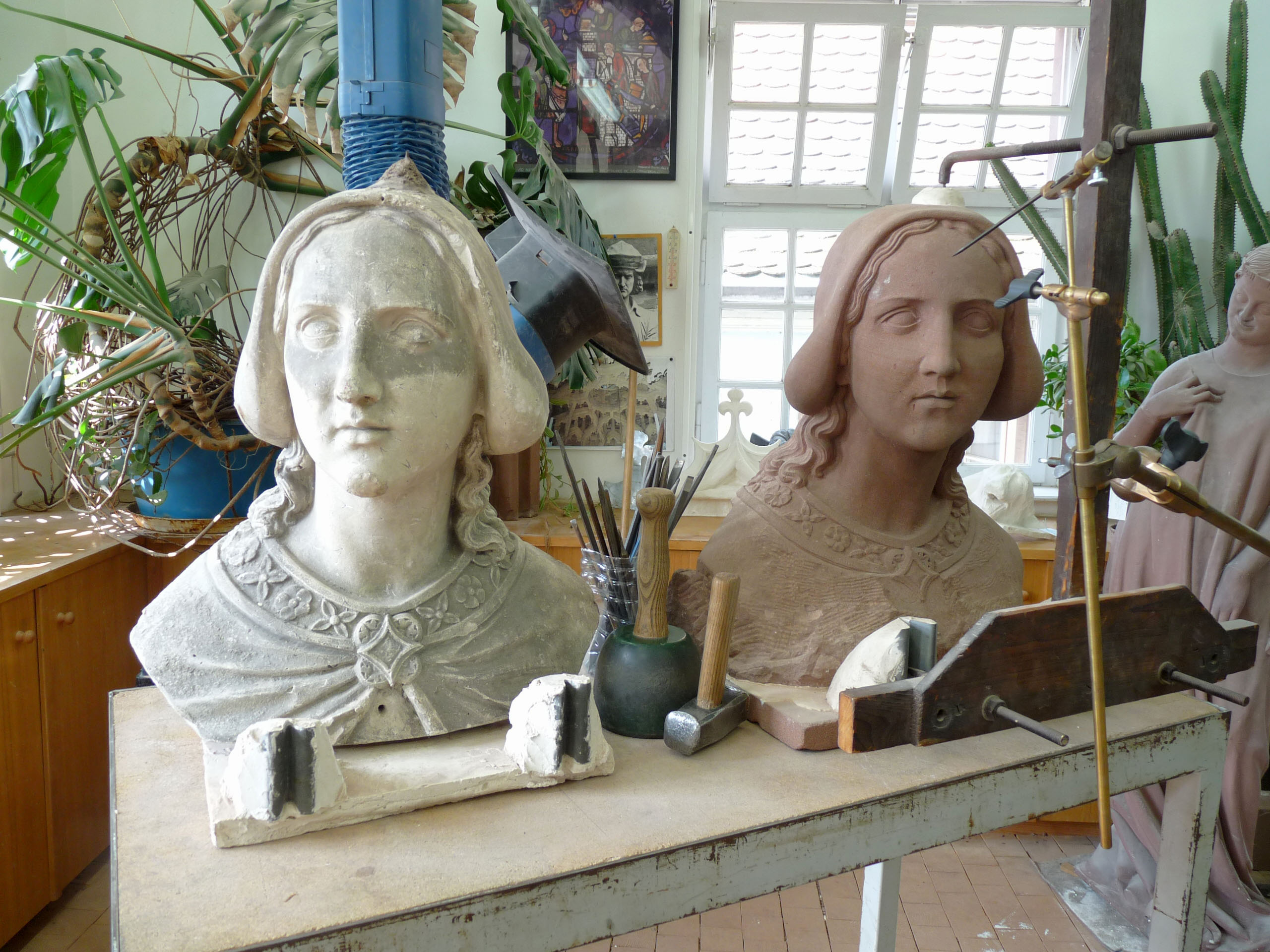
Gipsmodell (links) und Werkstück mit Punktiergerät und hölzernem Punktierkreuz (rechts)

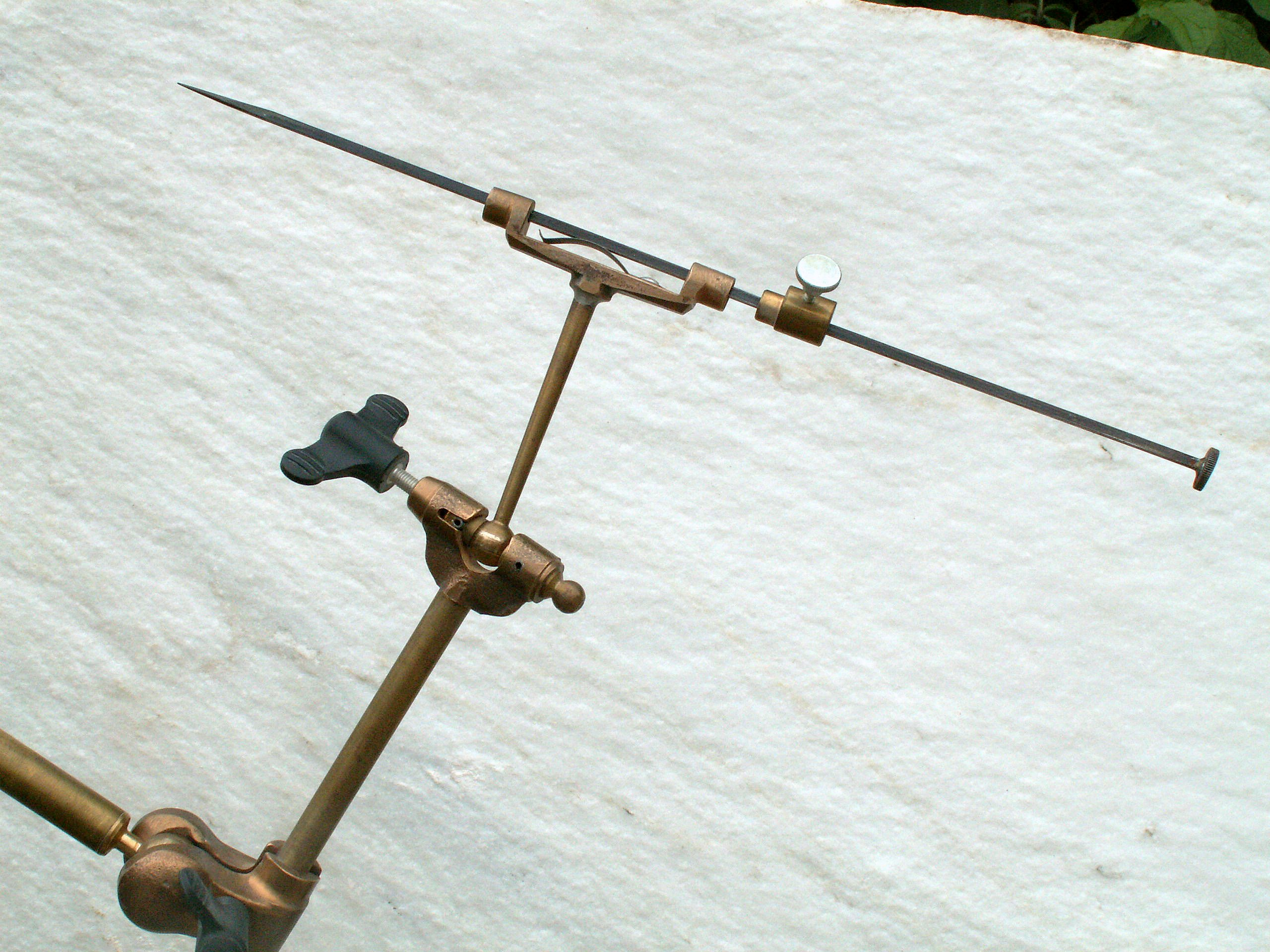
Gestänge mit verschiebbarer Punktiernadel, darauf der Reiter mit Feststellschraube

Ein Punktiergerät ist eine Messvorrichtung zur Anfertigung von Kopien in der Bildhauerei.
Das Punktiergerät, auch als Punktiermaschine bezeichnet,  beruht auf dem stereometrischen Gesetz, dass von drei beliebigen Fixpunkten im Raum ein vierter Punkt durch Abstandsmessungen definiert werden kann.

## Funktion

### Traditionelles Punktiergerät
Drei Fixpunkte müssen zu Beginn der Arbeit sowohl am Modell als auch am Werkstück festgelegt werden. In oder auf diese Punkte wird das sogenannte Punktierkreuz eingehängt bzw. aufgesetzt.
Am Punktierkreuz ist ein Metallgestänge mit mehreren feststellbaren Kugelgelenken so befestigt, dass möglichst die gesamte Oberflächen des Modells erreicht werden kann. Am Ende des Gestänges befindet sich eine verschiebbare Nadel, welche zum Abtasten eines Punktes am Modell senkrecht zur Oberfläche eingerichtet wird. Nun wird der Reiter auf der Nadel so fixiert, dass er am Anschlag des Gestänges anliegt. Der Punkt wird mit Bleistift o. ä. markiert. Danach wird die Nadel innerhalb einer Parallelführung im Gestänge zurückgezogen und das Punktiergerät vom Modell auf das Werkstück umgesetzt. Nach Heranschieben der Nadel an das Werkstück kann der Bildhauer anhand des Abstandes zwischen Anschlag und Reiter ablesen, wie viel Material am betreffenden Punkt noch weggearbeitet werden muss. Durch abwechselndes Zurückarbeiten des Werkstückes und Abmessen durch Heranschieben der Punktiernadel nähert sich der Bildhauer langsam dem gesuchten Punkt. Am Ende wird eine kleine Mulde ausgearbeitet, um Fehler im Winkel zwischen Punktiernadel und der zu erstellenden Oberfläche auszuschließen. Auch der gefundene Punkt am Werkstück wird markiert. Je nach Genauigkeit der zu erstellenden Kopie werden die Punkte mehr oder weniger dicht gesetzt. Erst in der Endbearbeitung werden die Punkte miteinander verbunden und die eigentliche Fläche der Skulptur entsteht.

### Laser-Punktiergerät
Ein zukünftiges berührungsloses Laser-Punktiergerät ermöglicht ein einfaches, beschleunigtes, genaues Arbeiten. Das Handhaben von Mechanik entfällt. Es macht nichts aus, wenn der Bildhauer das Laserlicht wiederholt unterbricht, er kann immer sofort weiterarbeiten.
Ein Laser-Punktiergerät benötigt einen Rahmen an einer Wand, auf dem sich eine auf- und abwärts zu bewegende waagerechte Basisebene befindet, die 2 schwenkbare Laserpointer trägt.
Zum Erfassen eines Oberflächenpunktes einer Skulptur wird zuerst die Basisebene mit einem elektrischen Linearmotor, der ein geeignetes Untersetzungsgetriebe antreibt, auf die richtige Höhe (z) gebracht. Danach werden die beiden Laserpointer (x,y) mittels elektrischen Schrittmotoren (gegeneinander) geschwenkt, bis sich die Strahlen schneiden, d. h. bis sich die Leuchtpunkte im abzubildenden Oberflächenpunkt der Skulptur überdecken.
Diesem Arbeitsschritt folgt die Projektion des Skulpturen-Oberflächenpunktes mit dem unveränderten Raumvektor (x,y,z) auf den Materialblock, aus dem die Kopie herausgearbeitet wird. Auf der Oberfläche des Materialblocks sind zuerst die getrennten Leuchtpunkte der Laser zu sehen. Beim fortschreitenden Materialabtragen "wandern" diese Leuchtpunkte "aufeinander zu", bis sie schließlich zur Deckung kommen – damit ist der jeweilige Oberflächenpunkt (x,y,z) vom Original auf die Kopie übertragen.
Die typische Arbeitsgenauigkeit ist dadurch begrenzt, dass sich bei etwa 1 m Strahllänge ein Leuchtpunkt-Durchmesser von etwa 1 mm ergibt.
Mit zusätzlicher Computersoftware können die Raumvektoren (x,y,z) zu maßstäblich verkleinerter, vergrößerter oder verzerrter Wiedergabe umgerechnet werden. Vorteilhaft ist es, die Skulptur auf einen steuerbaren Drehteller zu setzen, um damit die Rundum-Vermessung der Skulptur auf allen Seiten zu ermöglichen. Bei komplizierten Skulpturen (z. B. mit Hinterschneidungen bzw. Abschattungen) sind Ausführungsformen mit mehr als zwei Lasern denkbar.

## Geschichte

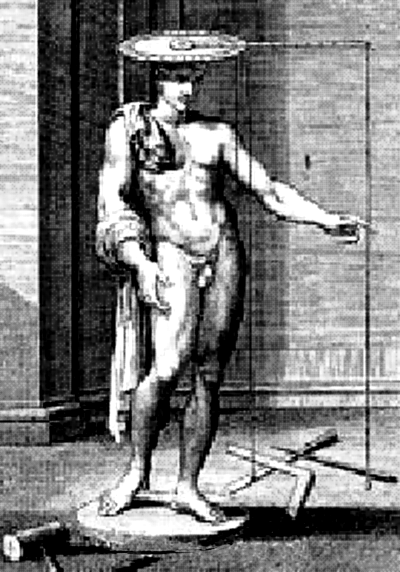
Finitorium bei Leon Battista Alberti, 15. Jahrhundert

Die Erfindung des Punktiergeräts in seiner heutigen Form wird sowohl dem französischen Bildhauer Nicolas-Marie Gatteaux (1751–1832) als auch dem Engländer John Bacon dem Älteren (1740–1799) zugeschrieben. Andere Messverfahren mit kubischem oder zylindrischen Koordinatensystem beruhen auf einem ähnlichen Prinzip und waren schon Jahrhunderte zuvor in Gebrauch. Leon Battista Alberti zeigt in seinem Traktat De Statua (vor 1435) eine zylindrisch aufgebaute Messvorrichtung, die er finitorium nennt. Der Vorteil einer solchen Apparatur ist, dass sie sich auch zum Vergrößern oder Verkleinern verwenden lässt. Insgesamt war aber der Umgang mit Loten und Lattengestellen umständlich, zeitraubend und ungenau.
Das Punktiergerät mit verschiebbarer Nadel kam erstmals im Atelier Antonio Canovas zur verstärkten Anwendung und verbreitete sich im 19. Jahrhundert allgemein. In der Holz- und Steinbildhauerei wurde es fortan ein unentbehrliches Hilfsmittel: Im Werkstattbetrieb konnte der Meister die groben Vorarbeiten nun an einen Gesellen delegieren, ohne Gefahr zu laufen, dass die Skulptur verdorben wird.
Im Laufe des 20. Jahrhunderts nahm die Verwendung des Punktiergeräts allerdings wieder ab, das Unmittelbare des Schaffensprozesse rückte mehr ins Interesse der Künstler (direct carving) als das peinlich genaue Kopieren eines Modells.

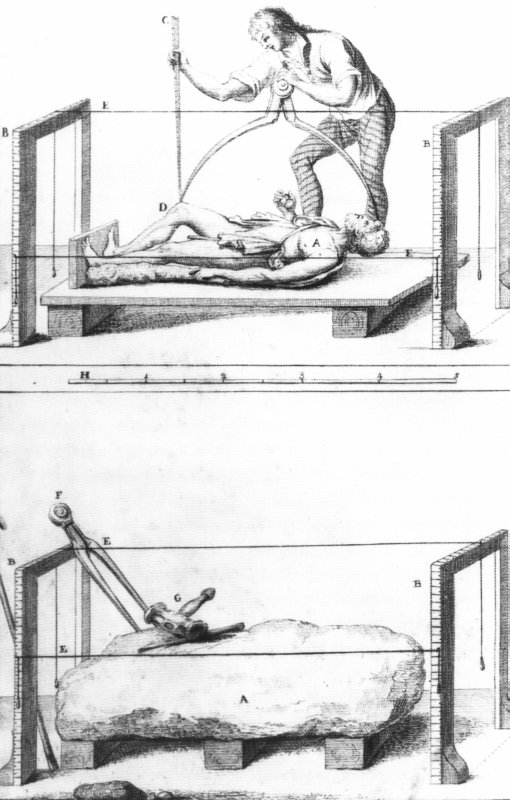
Messrahmen mit kubischem Koordinatensystem, aus Francesco Carradori, Istruzione Elementare per gli Studiosi della Scultura, Florenz, 1802, Tafel IX.